# Elizabeth McBride
Elizabeth McBride (17 de maio de 1955 – 16 de junho de 1997) foi uma figurinista norte-americana que trabalhou em filmes como Tender Mercies, Driving Miss Daisy, Thelma & Louise, Fried Green Tomatoes, Made in America e The Shawshank Redemption. Foi indicada ao Oscar de Melhor Figurino  pelo filme Driving Miss Daisy em 1990.